# Муониоэльвен
Му́ониоэ́львен или Му́онионйоки (также: Муонио, Муонио-Эльф, Муонио-Йоки швед. Muonio älv, фин. Muonionjoki) — река на севере Швеции и Финляндии, крупнейший приток реки Турнеэльвен (Торнионйоки). Обе реки вместе образуют государственную границу между двумя странами.

## Описание

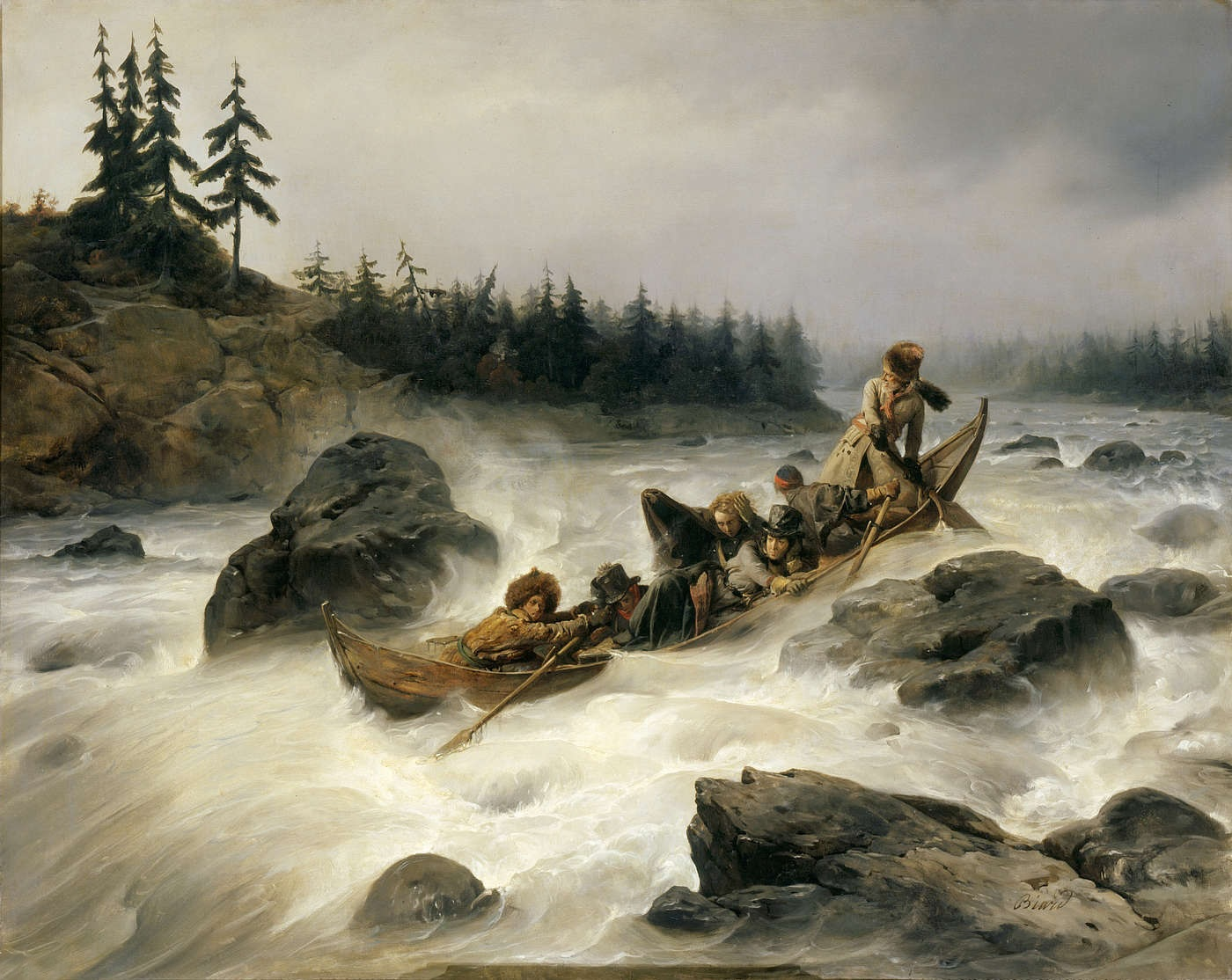
Франсуас-Огюст Биар: Герцог Орлеанский спускается по течению реки Муониоэльвен (Лапландия) в августе 1795 года (1840)

Длина составляет 333 км, площадь бассейна — 14 300 км². Средний расход воды в устье — 165 м³/с. Берёт начало от слияния реки Чёнкемеэльв и реки Лятясено.
Со шведской стороны по берегам реки расположены коммуны Кируна и Паяла лена Норрботтен, а с финской — общины Энонтекиё, Муонио и Колари области Лапландия.

## История
В 1910 году профессор А. Г. Хёгб в честь местечка Муонионалуста на реке Муониоэльвен назвал метеорит Муонионалуста.